# As We Speak
Albums de David Sanborn
Voyeur
(1981) Backstreet
(1983)
As we speak est le septième album du saxophoniste David Sanborn sorti en 1982.

## Liste des chansons
1. Port of call (Michael Sembello/ Dan Sembello)
2. Better believe it (Marcus Miller)
3. Rush hour (Marcus Miller)
4. Over and over (Marcus Miller/ Don Freeman)
5. Back again (Don Freeman/ Dennis Belfield)
6. As We Speak (D. Sanborn/ Michael Sembello)
7. Straight to the heart (Marcus Miller)
8. Rain on christmas (D. Sanborn)
9. Love will come sunday (Michael Sembello/ David Batteau)

## Personnel
- David Sanborn – saxophone alto
- Marcus Miller – basse
- Hiram Bullock – guitare électrique
- Buzzy Feiten – guitare électrique
- Don Freeman - Claviers
- George Duke - Claviers
- Omar Hakim – batterie
- Buddy Wiliams – batterie
- Michael Sembello – guitare électrique, chant
- Paulinho Da Costa – percussions